# Markéta Babenberská
Markéta Babenberská (něm. Margarete von Babenberg; 1204/1205 – 29. října 1266) byla manželka Jindřicha VII. a římská královna, poté první manželka Přemysla Otakara II., česká královna, rakouská a štýrská vévodkyně.

## Římská královna

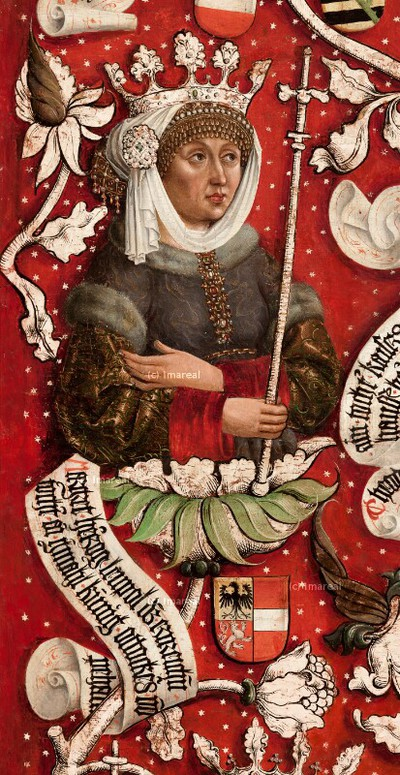
Markéta na obraze v klášteře Klosterneuburgu

Markéta byla prvorozeným dítětem rakouského vévodského páru, Leopolda VI. a jeho manželky Teodory. Vyrostla na dvoře svého otce v Klosterneuburgu a ve Vídni, který byl v té době centrem minnesangu a jedním z kulturních center Evropy. Měla tři bratry (Leopolda († 1216), Jindřicha († 1227) a Fridricha) a tři sestry (Anežku, Konstancii a Gertrudu). Snad někdy kolem roku 1221 byla zasnoubena s anglickým králem Jindřichem III., z plánovaného dynastického spojení však nakonec sešlo.
Markétin budoucí manžel, prvorozený syn římského císaře Fridricha II., římský král Jindřich VII. Štaufský (nar. 1211), byl původně zasnouben s Anežkou Českou, jako o budoucí nevěstě se však uvažovalo i o francouzské, uherské nebo anglické princezně. Markétin otec však nakonec při osobních jednáních s císařem vyjednal sňatkové spojení mladého římského krále se svou dcerou a sňatek byl uzavřen v listopadu 1225.
Roku 1227 byla Markéta v Cáchách korunována římskou královnou, patrně ještě před rokem 1231 se stala matkou dvou synů, Jindřicha a Fridricha, kteří oba zemřeli v mladém věku.
Po manželově vzpouře proti císaři a jeho internaci roku 1235 žila na neznámém místě patrně kdesi v Německu, po ovdovění roku 1242 se uchýlila do dominikánského kláštera v Trevíru, později přesídlila do cisterciáckého kláštera ve Würzburgu, je také možné, že též pobývala v blíže neznámém klášteře v Míšni.

## Dědička Babenberků

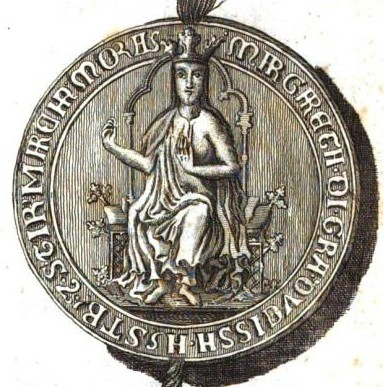
Markétina pečeť z roku 1260

Na politickou scénu se Markéta vrátila roku 1246 po smrti svého bratra Fridricha II. (†1246) a jako nejstarší příslušnice rodu Babenberků uplatňovala na základě tzv. Privilegia minus z roku 1156 dědické nároky na rakouské a štýrské vévodství. Ty ovšem zároveň uplatňovala Markétina neteř Gertruda (dcera jejího bratra Jindřicha), která se po smrti svého prvního manžela Vladislava († 1247), syna českého krále Václava I., provdala za Heřmana Bádenského a po Heřmanově smrti pak roku 1250 za příbuzného uherského krále Bély IV. Romana Haličského. Ani jeden z Gertrudiných manželů se však v babenberských zemích neprosadil.
V bojích o babenberské dědictví se angažovali prakticky všichni sousední vládci, císař i papež. Zda byla Markéta v této době exponentkou štaufské politiky v bývalých babenberských zemích není jisté, její snahy však směřovaly patrně k prosazení práv jejího mladšího syna Fridricha († 1251). V této době také odmítla plánovaný sňatek s Heřmanem z Hennebergu, který zprostředkoval papež. Po pěti letech faktického bezvládí si přední rakouská šlechta (především Kuenringové) nakonec za vládce vybrala českého prince Přemysla (1251), který své nároky potvrdil v roce 1252 sňatkem se stárnoucí Markétou.

## Druhé manželství
Sňatek, uzavřený z čistě politických důvodů, se konal 11. února 1252 v Markétině sídle v Hainburgu na Dunaji a Markéta se po boku chotě mladšího o téměř třicet let stala rakouskou a štýrskou vévodkyní a roku 1253 i českou královnou, i když nebyla nikdy korunována. Manželství zůstalo bezdětné, zřejmě s královniným vědomím udržoval Přemysl mimomanželský poměr s jednou z dívek jejího fraucimoru, která bývá tradičně ztotožňována s Anežkou z Kuenringu. S touto dívkou měl syna Mikuláše a několik dcer.
Po vyhrané bitvě u Kressenbrunnu 1260, kde Přemysl porazil svého rivala uherského krále Bélu IV. a získal tak fakticky i Štýrsko, požádal o přiznání dědických práv pro svého nemanželského syna Mikuláše. Papež Alexandr IV. odmítl a Přemysl byl tak nepřímo donucen ukončit své manželství s Markétou. Manželství bylo oficiálně anulováno (prohlášeno za neplatné) z důvodu Markétina nezrušeného slibu čistoty, který složila v Trevíru roku 1243. Sama Markéta prokazatelně na zrušení manželství spolupracovala. 18. října 1261 pak opustila Prahu a odebrala se na své věnné statky v Dolních Rakousích. Přemysl se ještě téhož roku oženil s vnučkou uherského krále Kunhutou Haličskou.
Po anulování manželství žila Markéta v dolnorakouské Křemži a na nedalekém hradě Krumau am Kamp, kde v říjnu 1266 zemřela. Pochována je v rodovém klášteře Babenberků v cisterciáckém opatství Lilienfeld.